# Ледесма Брэдли, Хорхе
Хорхе Ледесма Брэдли (исп. Jorge Ledezma Bradley; род. 13 октября 1948) — панамский дирижёр.
Поступил в Федеральный университет штата Баия (Бразилия) на медицинский факультет, однако затем оставил медицину ради музыки, получив там же музыкальное образование. Руководил в Бразилии студенческими и молодёжными оркестрами. В 1975 году вернулся в Панаму как ассистент дирижёра в Национальном симфоническом оркестре. В 1979 году стажировался в варшавской Академии музыки имени Шопена у Станислава Вислоцкого. В 1988 году возглавил Национальный симфонический оркестр и с тех пор (с перерывом в 1992—1994 гг.) руководит им, увеличив численность коллектива более чем в двое (с 37 музыкантов до 80). В 1994 году вместе с оркестром аккомпанировал аккордеонисту Освальдо Айяле при концертной записи диска, в 2013 году записал с оркестром Саламанкской консерватории альбом произведений Федерико Торробы в переложении для двух гитар с оркестром. Представляет Панаму в совете Всемирной хоровой олимпиады.